# 25. ceremonia wręczenia nagród Brytyjskiej Akademii Filmowej
25. ceremonia rozdania nagród Brytyjskiej Akademii Sztuk Filmowych i Telewizyjnych.
 Najwięcej statuetek otrzymał film Posłaniec - 6.
.

## Laureaci
Laureaci oznaczeni są wytłuszczeniem

### Najlepszy film
- Ta przeklęta niedziela
- Posłaniec
- Odlot
- Śmierć w Wenecji

### Najlepszy aktor
- Peter Finch − Ta przeklęta niedziela
- Albert Finney − Prywatny detektyw
- Dustin Hoffman − Mały Wielki Człowiek
- Dirk Bogarde − Śmierć w Wenecji

### Najlepsza aktorka
- Glenda Jackson − Ta przeklęta niedziela
- Julie Christie − Posłaniec
- Jane Fonda − Klute
- Nanette Newman − Szalony księżyc
- Lynn Carlin − Odlot

### Najlepsza aktor drugoplanowy
- Edward Fox − Posłaniec
- John Hurt − Dom przy Rillington Place 10
- Ian Hendry − Dopaść Cartera
- Michael Gough − Posłaniec

### Najlepsza aktorka drugoplanowa
- Margaret Leighton − Posłaniec
- Jane Asher − Na samym dnie
- Georgia Brown − Szalony księżyc
- Georgia Engel − Odlot

### Najlepsza reżyseria
- John Schlesinger − Ta przeklęta niedziela
- Joseph Losey − Posłaniec
- Luchino Visconti − Śmierć w Wenecji
- Miloš Forman − Odlot

### Najlepszy scenariusz
- Harold Pinter − Posłaniec

### Najlepsze zdjęcia
- Pasqualino De Santis − Śmierć w Wenecji
- Gerry Fisher - Posłaniec
- Oswald Morris - Skrzypek na dachu
- Billy Williams - Ta przeklęta niedziela